# Epactiochernes tumidus
Epactiochernes tumidus är en spindeldjursart som först beskrevs av Banks 1895.  Epactiochernes tumidus ingår i släktet Epactiochernes och familjen blindklokrypare. Inga underarter finns listade i Catalogue of Life.